# La Remaudière
La Remaudière is een gemeente in het Franse departement Loire-Atlantique (regio Pays de la Loire). De plaats maakt deel uit van het arrondissement Nantes. La Remaudière telde op 1 januari 2022 1.288 inwoners.

## Geografie
De oppervlakte van La Remaudière bedroeg op 1 januari 2022 12,98 vierkante kilometer; de bevolkingsdichtheid was toen 99,2 inwoners per km².

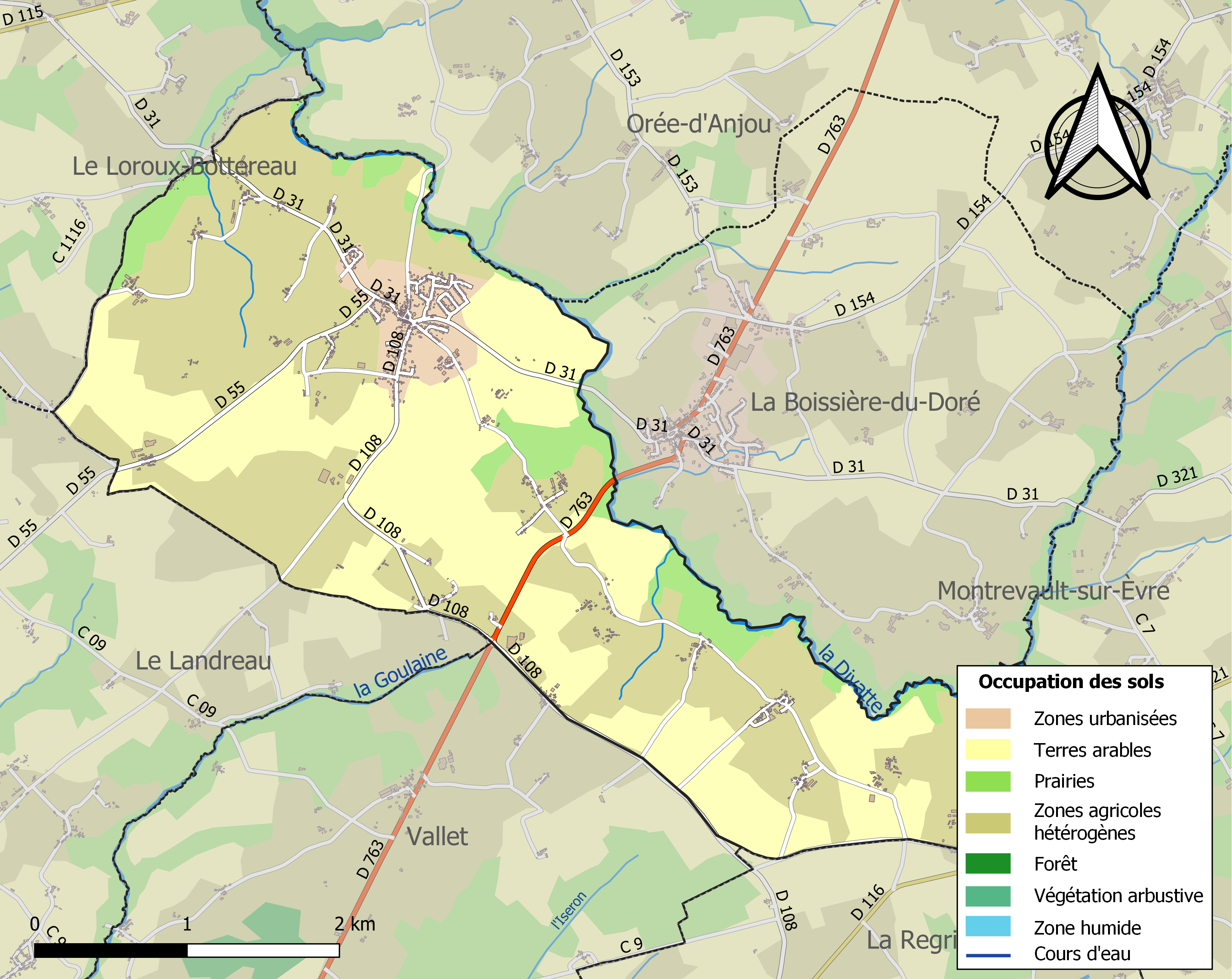
Kaart van de gemeente met de belangrijkste infrastructuur, bodemgebruik en omliggende gemeenten

## Demografie
Onderstaande figuur toont het verloop van het inwonertal (bron: INSEE-tellingen).